# Elektromagnetische Kraftkompensation

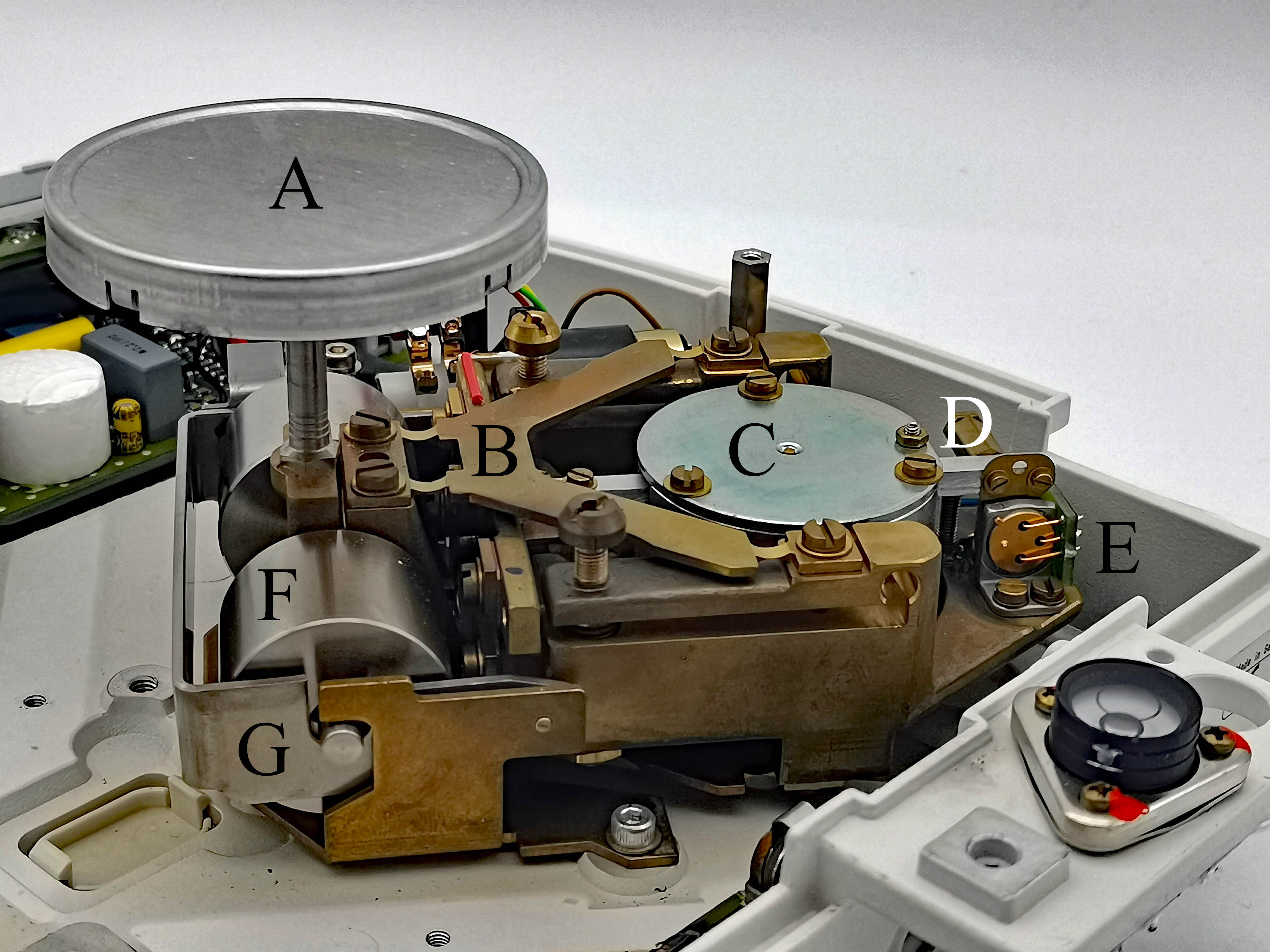
Wägesystem einer Analysenwaage (A – Waagschale mit Koppelstück, B – oberer Parallellenker mit Festkörpergelenken links und rechts, C – Topfmagnet mit Spule, D – interner Hebel, E – optischer Positionssensor, F – Justier-Masse, G – Auflegemechanismus zur automatischen Justierung)

Die Elektromagnetische Kraftkompensation (EMK) ist ein Prinzip, das bei hochwertigen Präzisionswaagen und empfindlichen Analysenwaagen (Auflösung um 0,1 mg), aber auch bei Mikrowaagen (Auflösung um 1 µg) angewendet wird. Um Verwechslungen mit der Elektromotorischen Kraft zu vermeiden, werden häufig auch die Abkürzungen EDK (elektrodynamische Kraftkompensation), EMFR (Electro-Magnetic Force Restoration) oder EMFC (Electro-Magnetic Force Compensation) für dieses Wägeprinzip benutzt.

## Arbeitsweise
Bei Waagen oder Wägezellen mit elektromagnetischer Kraftkompensation handelt es sich im Grundprinzip um eine Balkenwaage. Allerdings wird bei elektromagnetischer Kraftkompensation die Gegenkraft zur Last auf der Vergleichsseite mit Hilfe einer Spule, die als Elektromagnet dient, und einem Dauermagneten erzeugt, in den die Spule eintaucht. Über ein Hebelsystem wird die Last so weit verringert, dass sie durch den Elektromagneten kompensiert werden kann. Ein häufig optisch ausgeführter Positionssensor am Hebelbalken beeinflusst über einen Regelverstärker den Strom in der zur Kraftkompensation genutzten Spule. Über einen Shunt mit einer großen Langzeitstabilität und einem niedrigen Temperaturkoeffizienten des elektrischen Widerstandes wird der Strom, der streng proportional zur kompensierenden Kraft ist, in eine Spannung umgewandelt. Diese wird meist einem Analog-Digital-Umsetzer zugeführt. Dadurch ist eine anschließende digitale Verarbeitung des Messergebnisses möglich.
Mit einer solchen Wägezelle ist eine hohe Auflösung und eine gute Reproduzierbarkeit bei gleichzeitig kürzesten Messzeiten möglich. Durch die kurze Messzeit ist das EMK-Prinzip auch gut geeignet für Kontroll- und Abfüllwaagen, die in Fertigungsprozessen eingesetzt werden. Da es sich um eine reine Kraftmessung handelt, müssen EMK-Waagen, insbesondere nach Aufstellung an einem anderen Ort, justiert werden. Häufig gibt es dazu eine automatische Justierung, bei der mit Hilfe von Aktuatoren ein oder mehrere Massestücke intern aufgelegt werden. Das oben erwähnte Hebelsystem und die Parallellenker werden meist unter Verwendung von Festkörpergelenken ausgeführt.

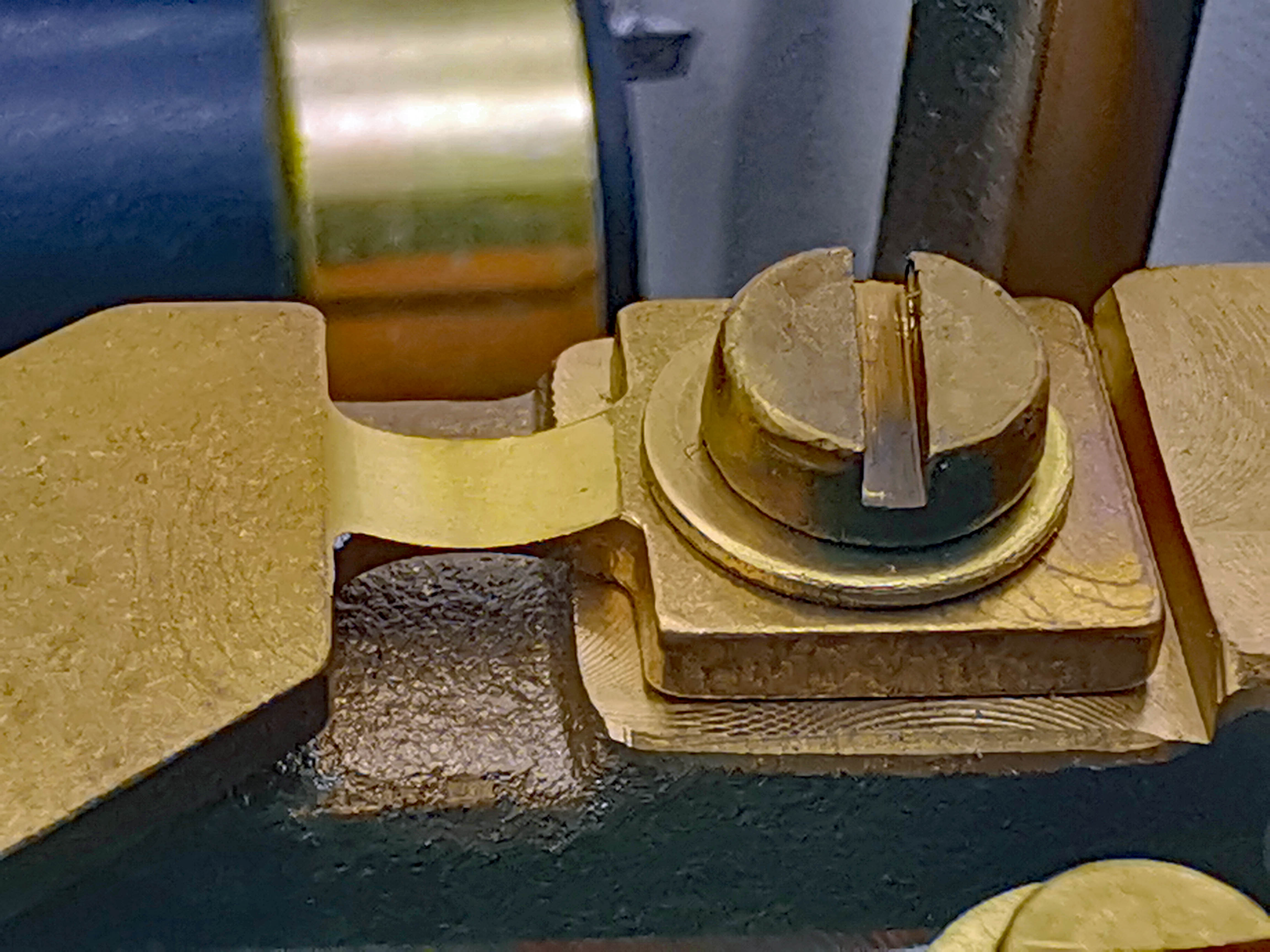
Festkörpergelenk am oberen Parallellenker einer Analysenwaage
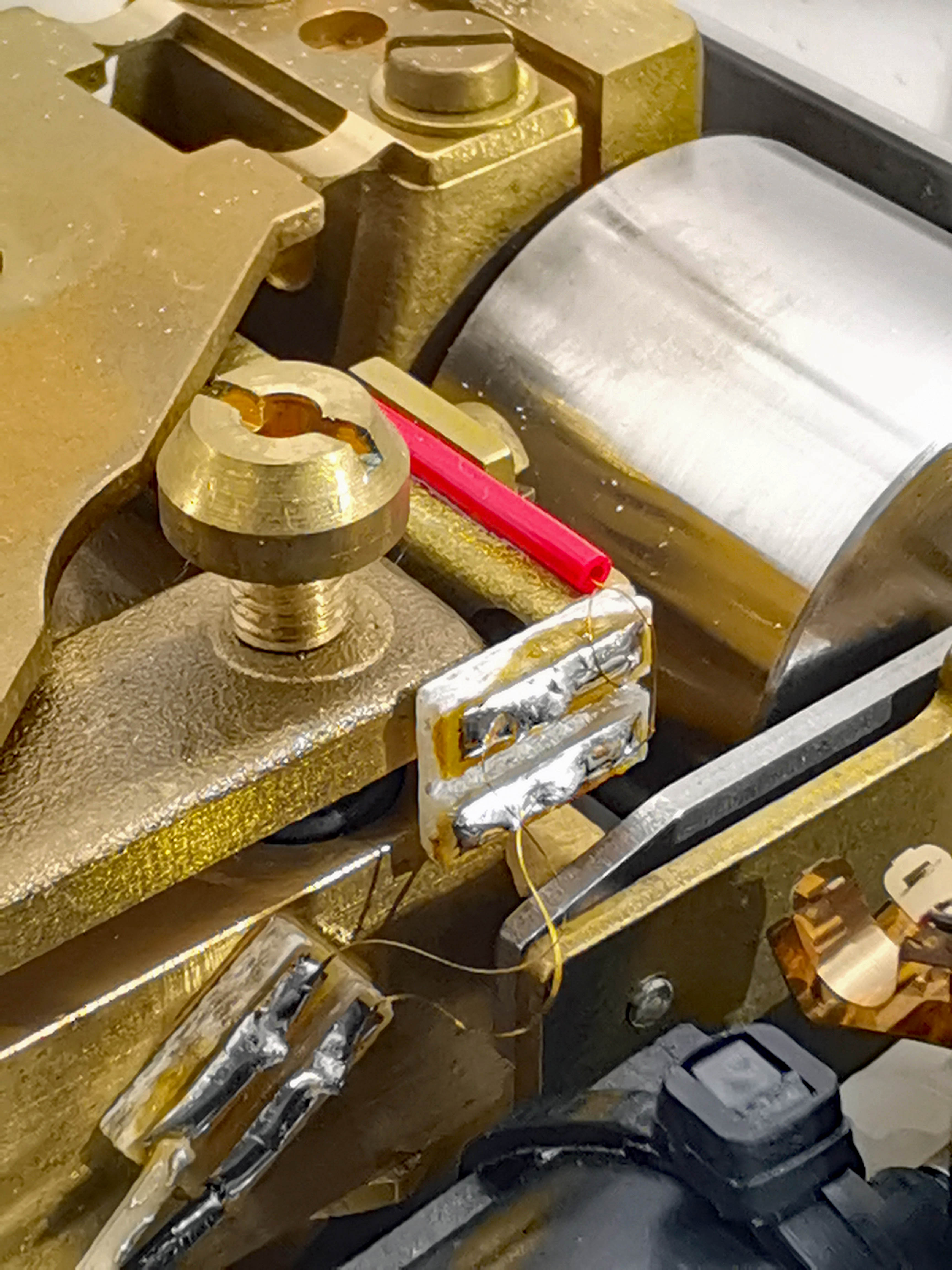
Verbindungsdrähte zur Spule über den oberen Parallellenker
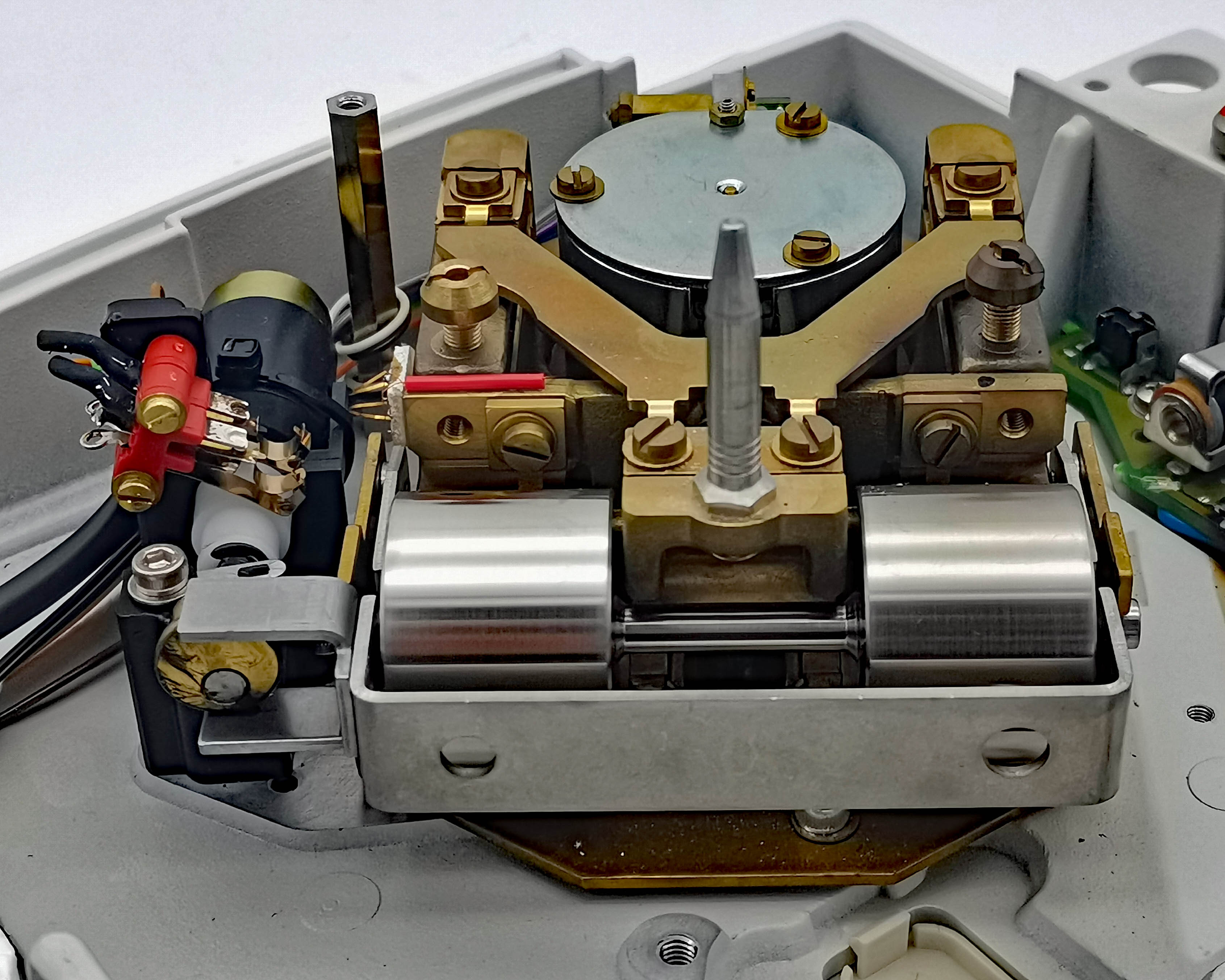
Justier-Masse mit automatischem Auflagemechanismus links neben dem Wägesystem (Waagschale entfernt)
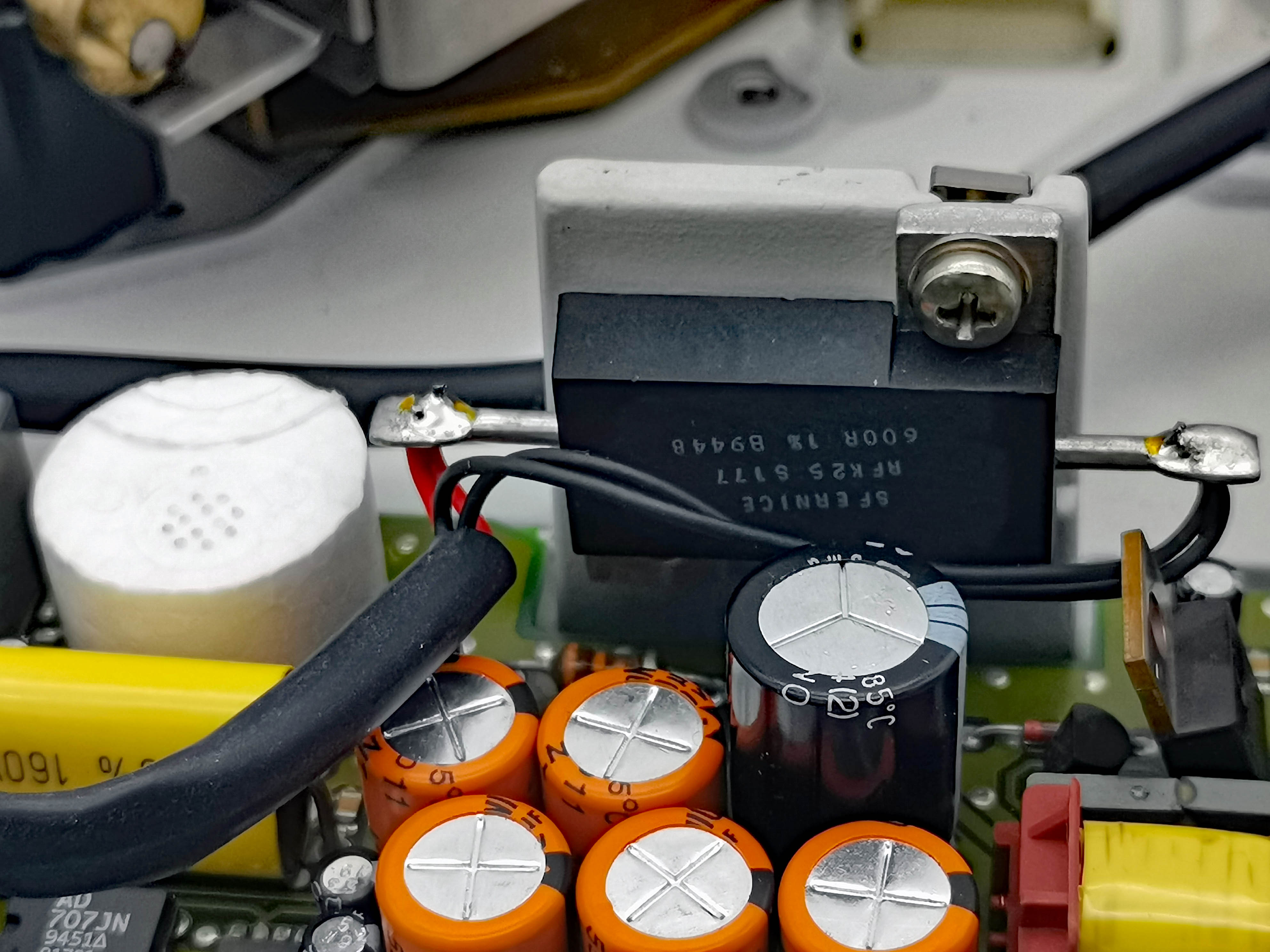
Shunt (hier ein elektrischer Widerstand von 600 Ohm aus einer Nickel-Chrom-Legierung mit einem Temperaturkoeffizienten vom maximal 5 ppm/K[7])
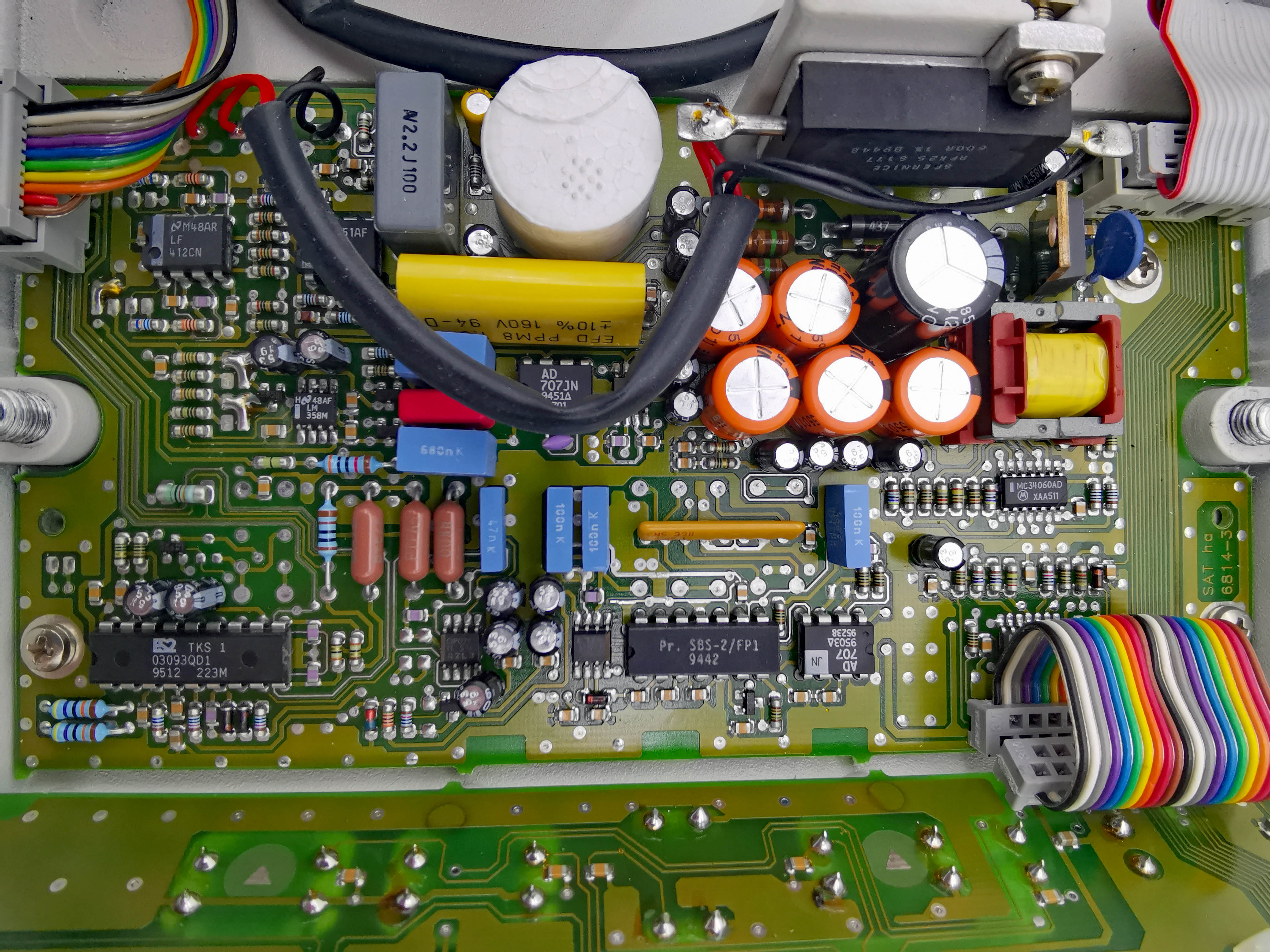
Leiterplatte mit Operationsverstärkern für die Regelung und Messung des Spulenstroms (rechts oben: Shunt; rechts unten: Verbindung zum Digitalteil)